# Kraatz (Gransee)
Kraatz ist ein von Ackerbau und Viehhaltung geprägtes Straßendorf im Landkreis Oberhavel im deutschen Bundesland Brandenburg. Es liegt etwa vier Kilometer südöstlich der Stadt Gransee im östlichen Teil der Landschaft Ruppiner Land und hat 182 Einwohner (Stand Januar 2022). Zum Dorf gehören die südlich und südöstlich gelegenen Wohnplätze Kraatzer Plan, Kraatz-Ausbau und Kraatz-Siedlung.

## Geschichte
Gegründet wurde Kraatz in der ersten Hälfte des 13. Jahrhunderts, aber nach 1237, im Rahmen der Deutschen Ostsiedlung, urkundlich taucht es in der Schreibweise Kracz zuerst 1438 auf im Zusammenhang mit Zerstörungen, seitens der mecklenburgischen Fürsten und pommerschen Herzöge. Das Dorf gehörte als Lehen den brandenburgischen Markgrafen, wurde 1319 als Bestandteil der Landes Gransee, an die Herrschaft Ruppin, des Adelsgeschlechts Lindow-Ruppin verpfändet und kam 1524 wieder als Lehen zurück an den Kurfürsten von Brandenburg. Bis 1846 wurde Kraatz vom Domänenamt Alt Ruppin verwaltet, danach bis 1872 vom Domänenamt Zehdenick. Ab 1952 gehörte es zum neu eingerichteten Kreis Gransee, 1974 wurde es mit dem südwestlich gelegenen Nachbardorf Buberow zur Gemeinde Kraatz-Buberow zusammengelegt, und seit 1993 gehört es zum neuen Kreis Oberhavel. 1997 wurde Kraatz Ortsteil der Stadt Gransee.

## Bevölkerungsentwicklung
| Jahr | Einwohner |
| ---- | --------- |
| 1875 | 406       |
| 1890 | 430       |
| 1925 | 344       |

| Jahr | Einwohner |
| ---- | --------- |
| 1933 | 336       |
| 1939 | 341       |
| 1946 | 646       |

| Jahr | Einwohner |
| ---- | --------- |
| 1950 | 569       |
| 1964 | 415       |
| 1971 | 365       |

Gebietsstand des jeweiligen Jahres

## Sehenswürdigkeiten

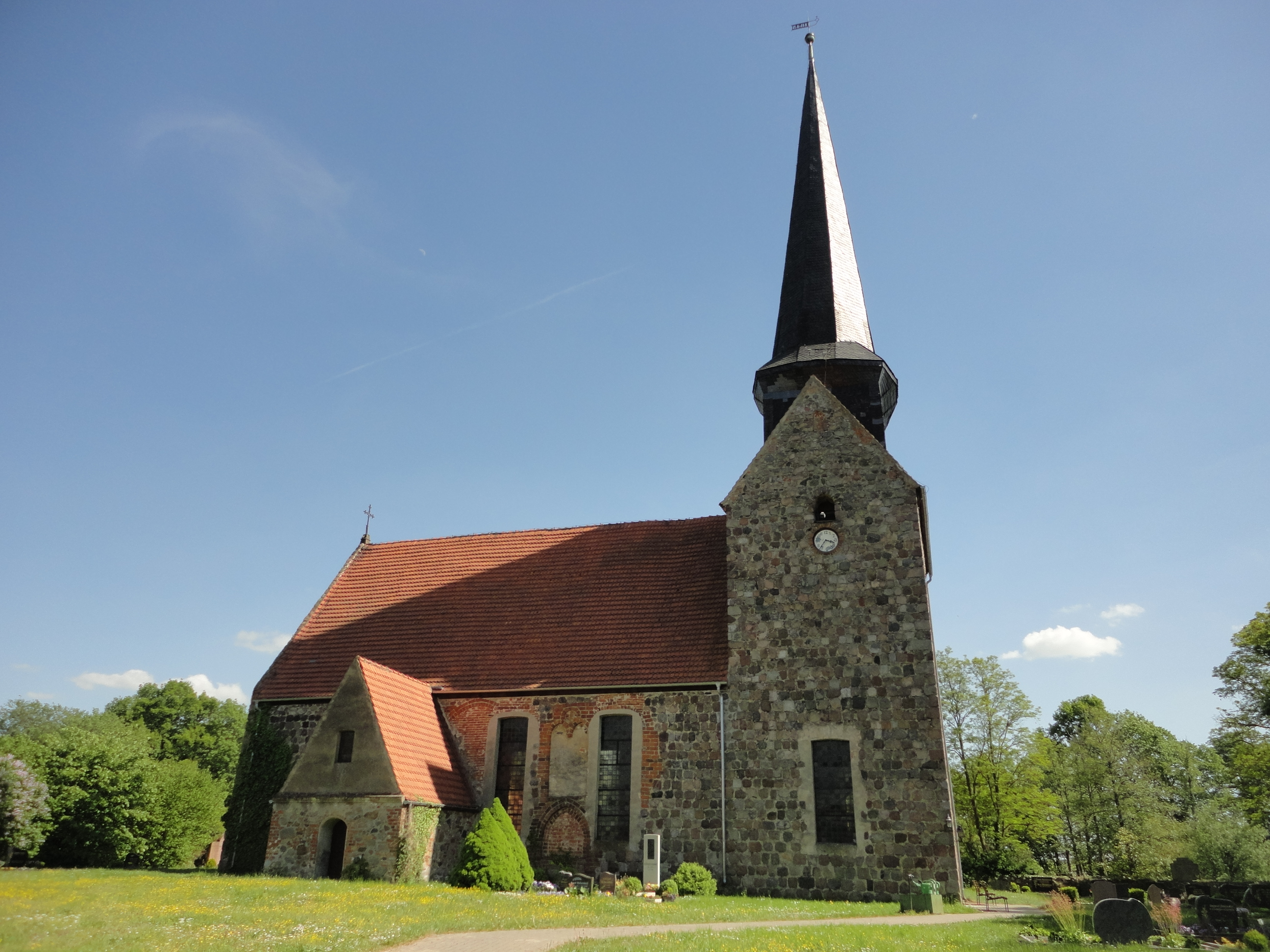
Kraatzer Dorfkirche

Aus der zweiten Hälfte des 13. Jahrhunderts stammt die aus Feldsteinen errichtete, mit einem sogenannten Breitturm versehene Dorfkirche, der 1597 einen hölzernen Helm erhielt. Vor der Kirche befinden sich zwei im Mai 2011 aufgestellte Gedenktafeln, die an die 1868 in Kraatz geborene Ornithologin Maria Emilie Snethlage und den dort 1962 gestorbenen Kunstmaler Max Köcke-Wichmann erinnern. Die Dorfkirche und die Grabstätten der Familien Snethlage und Köcke auf dem Friedhof sind denkmalgeschützt.
Siehe Liste der Baudenkmale in Gransee#Kraatz

## Militär
Zur Zeit der DDR befand sich in der Nähe von Kraatz auf dem südöstlich gelegenen Hangelberg ein Militärkomplex der NVA mit Flugabwehrraketen vom Typ S-200. Nach der Wende übernahm die Bundeswehr kurzzeitig das Gelände, auf dem sich zurzeit Windkraftanlagen befinden.

## Sport
Aktuell befindet sich im Ort ein eingetragener Sportverein. Es handelt sich dabei um den 1965 gegründeten „Reitverein Kraatz“, der jährlich einen Reitertag veranstaltet.